# موآ مارتینسون
موآ مارتینسون (انگلیسی: Moa Martinson; ۲ نوامبر ۱۸۹۰ – ۵ اوت ۱۹۶۴) نویسنده، و روزنامه‌نگار اهل سوئد بود.

## اوایل زندگی
مارتینسون در ۲ نوامبر ۱۸۹۰ در ووردنس، شهرداری لینکشوپینگ به دنیا آمد. مادر او، کریستینا شوارتس (که گاهی به‌صورت کریستینا شوارتز نیز نوشته می‌شود)، خدمتکاری بود که در هرجایی که شغلی پیدا می‌شد کار می‌کرد. هیچ سند قانونی‌ای وجود ندارد که نشان دهد پدر او چه کسی بوده‌است، اما بنا بر پژوهش‌های آنیکا یوهانسون و بانی فستین، پدر او احتمالاً آندش تئودور آندشسون، کارگر مزرعه‌ای بوده که هم‌زمان با شوارتس در مزرعه کر در موتالا کار می‌کرده‌است. از آنجا که او فرزندی «نامشروع» به دنیا می‌آورد—اصطلاحی که در آن زمان رایج بود—ناچار شد برای زایمان به خانهٔ والدینش برود. پدربزرگ شوارتس، نیلس پیتر شوارتس، سربازی فقیر بود که همراه با همسرش کارین اولوفس‌دوتر در یک کلبه ویران در ووردنس زندگی می‌کرد. در ۱۷ فوریه ۱۸۹۱، شوارتس از آندشسون برای دریافت نفقه فرزند در دادگاه ناحیه‌ای موتالا شکایت کرد، و دو شاهد شهادت دادند که او و آندشسون را در یک تخت در همان حوالی زمانی که کودک باید باردار شده باشد دیده‌اند. آندشسون نه در جلسه فوریه و نه در دو جلسه بعدی در دادگاه حاضر نشد. شوارتس در نهایت اعلام کرد که او به آمریکا رفته‌است و روند دادگاه متوقف شد.

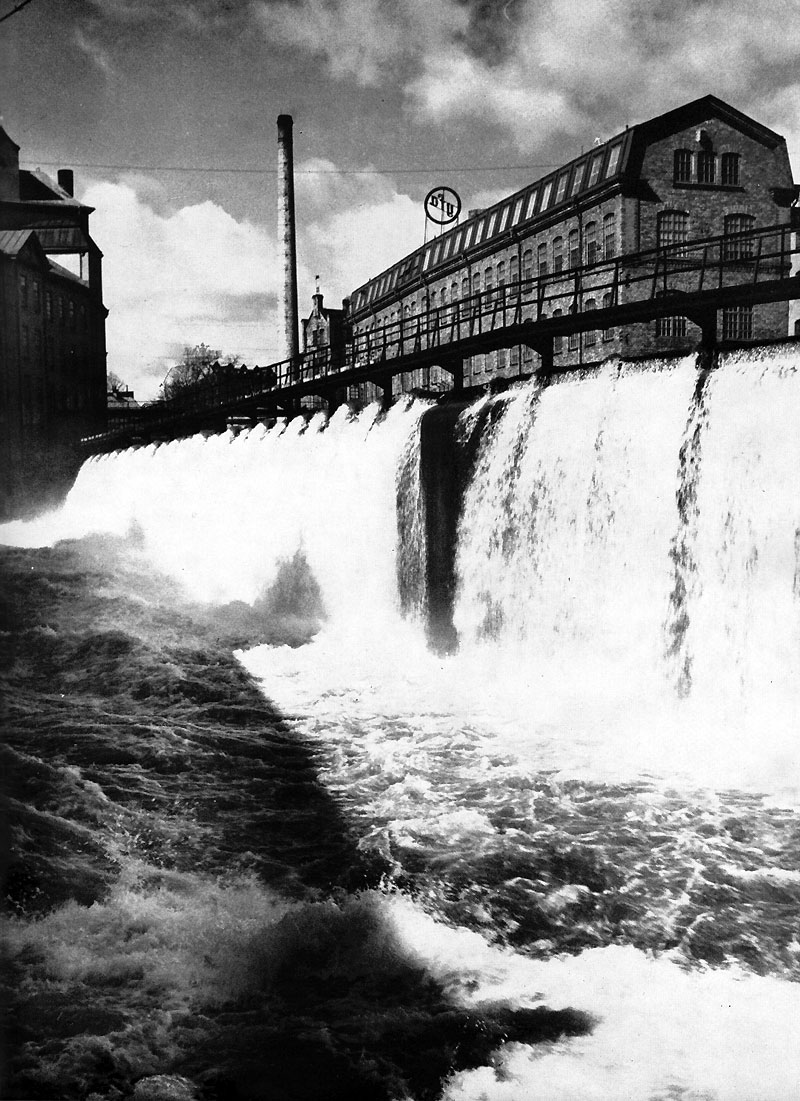
یکی از کارخانه‌های نساجی در نورشوپینگ، فورناده یلفابریکرنا، ۱۹۵۳

 هویت پدر مارتینسون در تمام طول زندگی‌اش برای او ناشناخته ماند، اما گمانه‌زنی‌های او درباره اینکه پدرش چه کسی می‌توانسته باشد الهام‌بخش آثار ادبی‌اش شد. در کتاب پیم‌مامّا («مادر خدمتکار») او وضعیت مادرش را در حالی که از مردی متأهل باردار بود، به تصویر می‌کشد. او در برهه‌ای فکر می‌کرد که پدرش مردی متأهل بوده که مادرش برای او کار می‌کرده‌است. نگاه عاشقانه‌اش به پدر اسرارآمیزش به مرور زمان کمرنگ شد. در کتاب Mor gifter sig (مادرم ازدواج می‌کند) که دوازده سال بعد نوشته شد، آشکارا نشان می‌دهد که مارتینسون چقدر از پدر غایب خود بیزار بوده‌است. در نامهٔ پر (Fjäderbrevet) که شش سال بعد نوشته شد، هیچ اشاره‌ای به او نشده‌است.
در سال‌های ابتدایی زندگی‌اش، مارتینسون همراه با پدربزرگ و مادربزرگ پدری‌اش و دختر کوچک آن‌ها، هولدا، زندگی می‌کرد، در حالی که شوارتس به‌عنوان خدمتکار یا در کارخانه‌های نساجی در نورشوپینگ مشغول به کار بود. میان اسناد رسمی و آنچه در کتاب‌های مارتینسون آمده، چندین تناقض زمانی وجود دارد که احتمالاً به‌سبب اتکا به سنت‌های شفاهی خانوادگی است. در ۱۸۹۲، پدربزرگش بیمار شد و درگذشت و مادربزرگش دیگر توانایی نگهداری از مارتینسون را نداشت، بنابراین او پیش مادرش رفت. تا سال ۱۸۹۴ که به نورشوپینگ نقل مکان کردند، هیچ اطلاعاتی از محل زندگی آن‌ها وجود ندارد. درآمد شوارتس بسیار اندک بود. بین سال‌های ۱۸۹۴ تا ۱۸۹۶، او در کارخانه‌های پشم‌بافی نورشوپینگ کار می‌کرد، جایی که شرایط کاری بسیار سخت و دستمزدها ناچیز بود. در سال‌های اولیه مدرسه، مارتینسون ناپدری‌ای به نام آلفرد کارلسون داشت که او را فردی دائم‌الخمر توصیف کرده‌است. او گاهی اوقات کارگر فصلی بود و در حومه نورشوپینگ مشاغل متفرقه انجام می‌داد. در ۱۱ مارس ۱۸۹۶ با شوارتس ازدواج کرد و آن‌ها صاحب سه دختر دیگر شدند که همگی ظرف چند روز پس از تولد درگذشتند. پس از سال‌های کار در کارخانه نساجی، خانواده چندین بار به نقاط مختلف اوسترگوتلاند نقل مکان کردند و هرجا که کاری پیدا می‌شد موقتاً ساکن می‌شدند. این جابه‌جایی‌ها باعث اختلال در تحصیلات مارتینسون شد زیرا در هر منطقه فقط چند ماه می‌ماندند. با وجود این، او پس از شش سال تحصیل، در سال ۱۹۰۳ با نمرات بالا مدرسه را ترک کرد. او در سال ۱۹۰۵ در کلیسای رایزینگه، شهرداری فینسپونگ، تأییدیه گرفت و پس از آن نخستین شغل خود را در یک مزرعه در ویکبولاندت آغاز کرد.
در کتاب زنان و درختان سیب (Kvinnor och äppleträd) که در نورشوپینگ می‌گذرد، مارتینسون شرایط سخت و بی‌رحمانه‌ای را که او و مادرش در دههٔ ۱۸۹۰ تجربه کردند، شرح داده‌است. به‌خاطر این کتاب، منتقدان راست‌گرا او را به «بدنام کردن» متهم کردند، اما مارتینسون گفت آنچه انجام داده، برعکس آن بوده‌است. خانه‌های فرسوده‌ای که خانواده در آن‌ها سکونت می‌کردند در کتاب‌های عروسی در کلیسا (Kyrkbröllop) و مادرم ازدواج می‌کند و همچنین در چند داستان کوتاه کتاب من شاعری را ملاقات می‌کنم (Jag möter en diktare) توصیف شده‌اند.

=== خدمتکار آشپزخانه و سرآشپز سردخانه === 

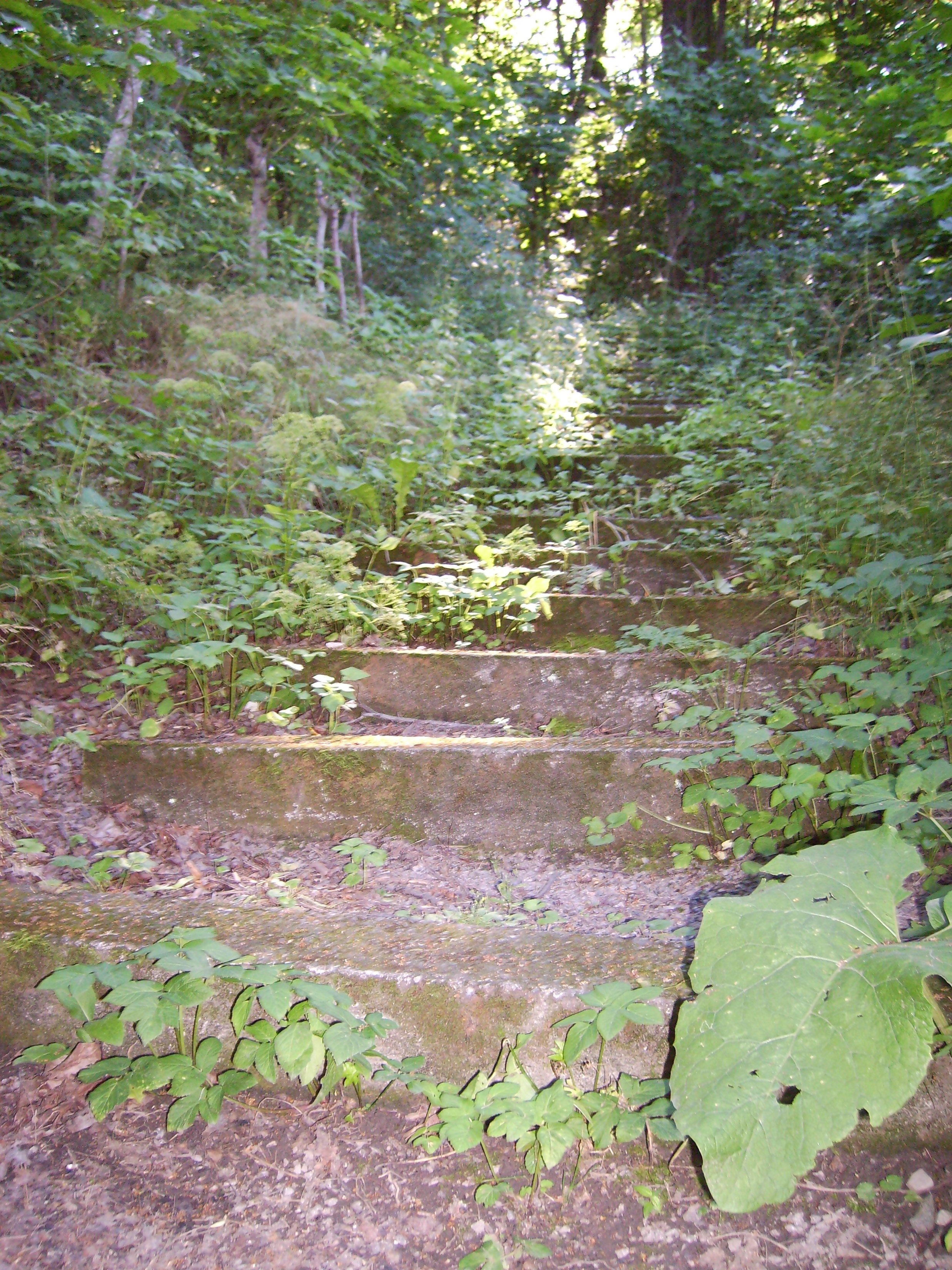
پله‌های مائا مارتینسون در سیلتن، نورشوپینگ

 در سن پانزده‌سالگی، او دورهٔ آموزشی برای تبدیل‌شدن به سرآشپز سردخانه را گذراند؛ و در آن زمان جوان‌ترین فرد در این حرفه در سوئد بود. در تابستان ۱۹۰۶، او به‌عنوان خدمتکار آشپزخانه در رستوران اصلی نمایشگاه هنر و صنعت نورشوپینگ کار کرد. این رستوران در بالای «سیلت‌برگه» (تپهٔ سیلت) واقع شده بود و با پلکانی ۸۰ پله‌ای قابل دسترسی بود. در کتاب رزهای پادشاه (Kungens rosor)، مارتینسون کار خود در آن رستوران و پله‌ها را روایت می‌کند. این رمان نام خود را از گفتگویی گرفته‌است که او در سوم ژوئیه ۱۹۰۶ با پادشاه اسکار دوم سوئد در نمایشگاه داشت. موضوع گفت‌وگو درباره گل‌ها بود و پادشاه گفت احساس می‌کند که گل‌ها روح دارند. تا سال ۲۰۱۶، آن پله‌ها هنوز باقی‌مانده بودند و نام آن‌ها به «پله‌های مائا مارتینسون» تغییر یافته بود.
در میانه تابستان، او از هشتاد پله پایین می‌رود. آن‌ها را با صدای بلند یکی پس از دیگری می‌شمرد، گرچه خوب می‌داند تعدادشان چند تاست. هوا ابری است، تقریباً تاریک، گرچه هنوز تیرماه است. شب‌های روشن رو به پایان‌اند.